# Ülendi
Koordinaten: 58° 54′ N, 22° 13′ O
Ülendi ist ein Dorf (estnisch küla) auf der zweitgrößten estnischen Insel Hiiumaa (deutsch Dagö). Es gehört zur Landgemeinde Hiiumaa, von Oktober 2013 bis 2017 zur Landgemeinde Hiiu, davor zur Landgemeinde Kõrgessaare.

## Beschreibung und Geschichte
Ülendi hat fünf Einwohner (Stand 31. Dezember 2011). Der Ort liegt im Süden der Halbinsel Kõpu (Kõpu poolsaar).
Bei dem zu Ülendi gehörenden Bauernhof Ristipõllu talu haben Archäologen 1994 die Überreste einer steinzeitlichen Siedlung lokalisiert, die älteste nachweisliche Besiedelung Hiiumaas.
Wahrzeichen des Dorfes Ülendi ist eine Linde am Tor des gleichnamigen Bauernhofs (Ülendi talu). Sie wird auch als „Opferlinde“ bezeichnet. Der Volksglaube spricht ihr Wunderkräfte zu. Der Baum steht unter Naturschutz. Er wurde bei einer Brandstiftung im September 1989 stark in Mitleidenschaft gezogen.
In der Nähe des Hofes mit seinen Steingärten wächst bis zu acht Meter hoher Wacholder.